# Nanook
Na mitologia inuíte, Nanook ou Nanuq é o mestre dos ursos. Para os inuíte, os animais têm alma e o mesmo estatuto que os humanos, sendo necessário respeitá-los para que eles se ofereçam como caça. Os xamãs tinham a capacidade de entrar em transe e transformar-se em Nanook, indicando a localização a comida aos caçadores.